# 1983년 영국 총선
1983년 영국 총선은 1983년 6월 9일에 실시되었다. 마거릿 대처가 이끈 보수당이 2차 세계대전 이후 최대의 승리를 거뒀다.

## 배경
대처 내각은 임기 초 실업률이 증가하고 경기가 침체되면서 지지율이 하락했으나, 포클랜드 전쟁에서의 승리로 인기를 회복했으며, 총선 무렵에는 경제도 회복되었다. 
노동당은 캘러헌 전 수상 사퇴 후 마이클 풋이 이끌고 있었다. 노동당은 여론조사와 지방선거에서 좋은 결과를 보였고, 좌파 성향의 풋 총재는 당을 더 좌클릭시켰다. 이에 일부 우파 의원들이 탈당해 사회민주당을 창당해 자유당과 연대한다.
보수당은 고용, 경제성장과 국방을 내세웠다. 노동당은 유럽경제공동체를 탈퇴하고 상원을 폐지하며, 크루즈 미사일을 제거해 비핵화하겠다고 공약했다. 

## 선거 결과
정당별 의석수
| 정당                   | 의석수 |
| ---------------------- | ------ |
| 보수당                 | 397    |
| 노동당                 | 209    |
| 사회민주당-자유당 연대 | 23     |
| 얼스터 연합주의자당    | 11     |
| 민주연합당             | 3      |
| 스코틀랜드 국민당      | 2      |
| 웨일스당               | 2      |
| 사회민주노동당         | 1      |
| 신페인                 | 1      |
| 얼스터대중연합당       | 1      |
| 합계                   | 650    |

정당 득표
| 정당                | 득표수     | 득표율 |
| ------------------- | ---------- | ------ |
| 보수당              | 13,012,316 | 42.4%  |
| 노동당              | 8,456,934  | 27.6%  |
| 자유당              | 7,794,770  | 25.4%  |
| 스코틀랜드 국민당   | 331,975    | 1.1%   |
| 얼스터 연합주의자당 | 259,952    | 0.8%   |
| 민주연합당          | 152,749    | 0.5%   |
| 사회민주노동당      | 137,012    | 0.4%   |
| 웨일스당            | 125,309    | 0.4%   |
| 신 페인             | 102,701    | 0.3%   |
| 북아일랜드연합당    | 61,275     | 0.2%   |
| 환경당              | 54,299     | 0.2%   |
| 국민전선            | 27,065     | 0.1%   |
| 얼스터대중연합당    | 22,861     | 0.1%   |
| 독립 노동당         | 16,447     | 0.1%   |
| 노동자당            | 14,650     | 0.05%  |
| 영국국민당          | 14,621     | 0.05%  |
| 공산당              | 11,606     | 0.04%  |

사민-자유 연대는 무려 25.4%를 득표하며 1923년 영국 총선의 노동당 이래 3당으로서 최고 득표를 기록했다. 그러나 소선거구제의 한계로 사민-자유 연대는 23석 밖에 얻지 못했고, 야권 표가 노동당과 사민-자유연대에 거의 반반으로 나뉘면서 보수당은 득표율 감소에도 불구하고 2차 세계대전 이후 최대의 승리를 기록했다.